# Серебренников, Александр Павлович
Серебренников, Александр Павлович (25 марта [6 апреля] 1880, Пермь — после 1927) — российский педагог, специалист в области тифлопедагогики и детской преступности, историк, музейный деятель.

## Семья
Родился в семье священника. Отец — Павел Петрович Серебренников, впоследствии попечитель Успенской церковно-приходской школы и настоятель церкви во имя св. князя Михаила Черниговского при пермском училище слепых (1902—1920). Мать — Александра Васильевна Серебренникова.

## Образование
- Пермская духовная семинария (1903)
- Юридический факультет Императорского Томского университета (1908)
- Педагогической академии Лиги образования (историческая группа и группа народного образования)
- Археологический институт (1908—1910)

## Педагогическая деятельность
Ещё в студенческие годы А. П. Серебренников увлекся тифлопедагогикой и в летнее время, во время каникул, занимался ею в Пермском училище слепых. Делегат съезда тифлопедагогов (1908). Служил воспитателем в Санкт-Петербургской колонии для несовершеннолетних, изучая психологические аспекты детской преступности (1910—1911). Воспитатель 1-й вспомогательной школы при С.-Петербургском психоневрологическом институте (1911—1912). Добровольный попечитель при С.-Петербургском Детском суде (1911—1918). Преподавал историю в ряде учебных заведений С.-Петербурга (Петрограда) — коммерческом училище Общества экспериментальной педагогики, Саблинской гимназии, Знаменских курсах для взрослых, городском четырехклассном училище и др. Секретарь комиссии при Министерстве народного просвещения по выработке законопроекта о распространении всеобщего обучения на дефективных детей (с нарушениями зрения, слуха, речи и общей отсталостью) (1917). В мае 1918 уехал из революционного Петрограда в г. Пермь, где вплоть до весны 1919 г. возглавлял школьный подотдел Пермского ОНО. В этот период читает лекции в Пермском Фрёбелевском институте, налаживает издание педагогического журнала «Трудовая школа», в котором опубликован целый ряд его статей.
С приходом в Пермь Белой армии адмирала А. В. Колчака некоторое время продолжал педагогическую деятельность в Перми, а затем переехал в Омск, где тогда находилась колчаковская столица, для преподавания русской истории и методики преподавания истории в Омском учительском институте. Одновременно заведовал институтской библиотекой. После оставления белыми Омска остался в городе. В июне 1920 г. большевики преобразовали Омский учительский институт и учительскую семинарию в Институт народного образования, где А. П. Серебренников стал преподавать психологию, историю первобытной культуры и историю Древнего Египта (1920—1921). Один из организаторов и эксперт опытной трудовой школы-коммуны Сибнаробраза (1920). В 1921—1923 гг. преподавал в Смоленском университете. В августе 1923 г. вернулся в Петроград, где в 1923—1925 гг. работал в педологическом институте и Институте научной педагогики.

## Музейная деятельность
Обучаясь в Археологическом институте, лето проводил в Перми, работая в отделе церковной археологии местного научно-промышленного музея. С августа 1921 г. исполнял обязанности младшего хранителя Смоленского государственного историко-этнографического музея. Автор не потерявшего научной ценности «Краткого исторического очерка государственного историко-этнографического музея в Смоленске, основанного М. К. Тенишевой». Секретарь Смоленского археологического общества (с 1922 г.) и Общества изучения гуманитарных наук. Организовал и с января 1923 г. возглавил отдел психологии Смоленского педагогического музея.

## Сочинения
- В трудовой колонии (Записки воспитателя колонии для так называемых малолетних «преступников») // Трудовая школа (Известия отдела народного образования Пермского уездного исполкома). — 1918, 4 декабря. — № 16-17. — С. 4, 5.
- К вопросу о профессиональной ориентации Смоленских школьников (в соавторстве с А. В. Серебренниковой) // Научные известия Смоленского государственного университета. — Т. 2. (Общественно-гуманитарные науки). — Смоленск, 1924. — С. 187—212.
- Краткий исторический очерк государственного историко-этнографического музея в Смоленске, основанного М. К. Тенишевой // Там же. — Т. 3, Вып. 3 (Гуманитарные науки). — Смоленск, 1926. — С. 347—362.
- О деятельности Пермского уездного отдела народного образования (Доклад съезду представителей волостных отделов народного образования Пермского уезда) // Трудовая школа (Известия отдела народного образования Пермского уездного исполкома). — 1918, 4 декабря. — № 16-17. — С. 9-12.